# Fehérvári Gábor Alfréd

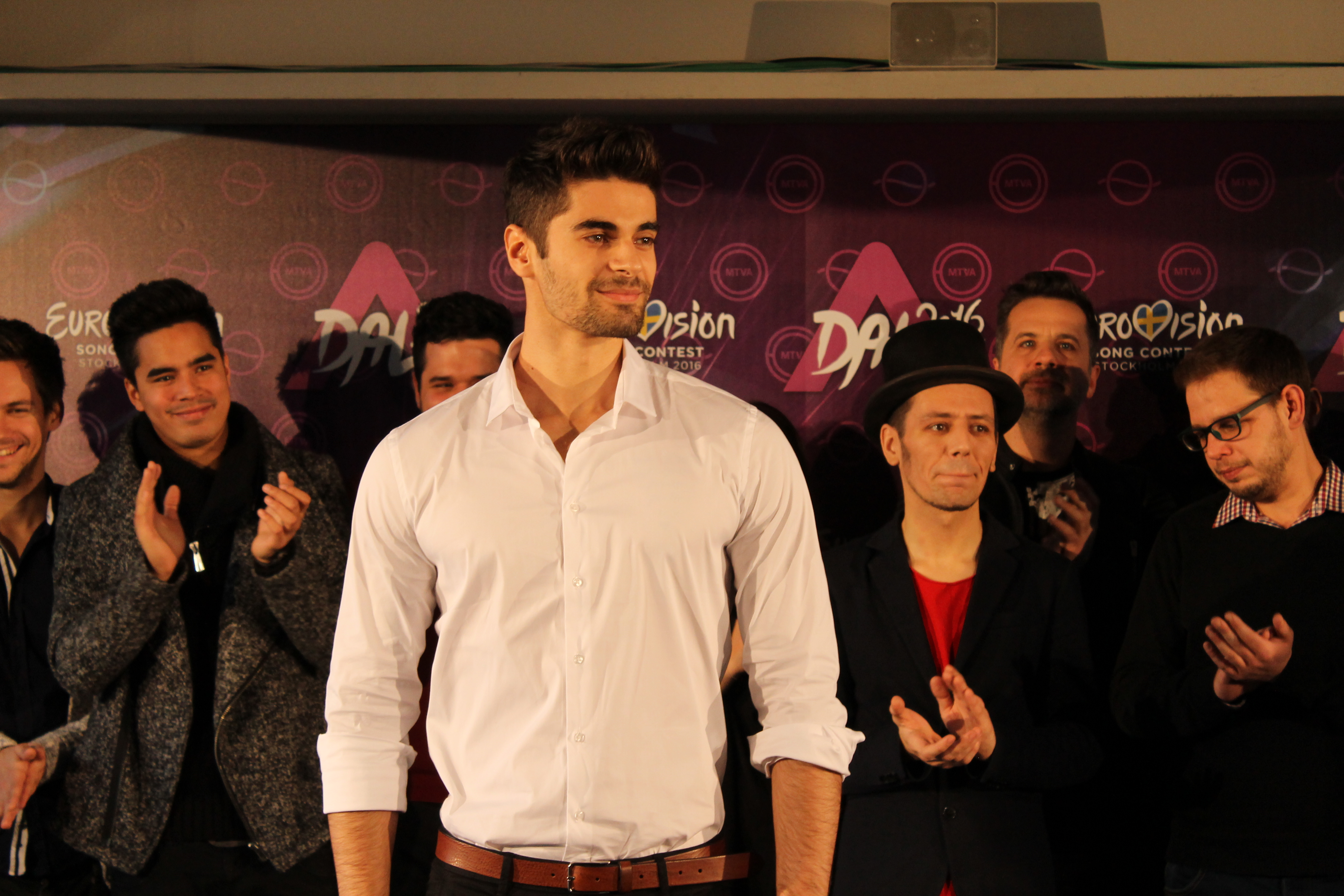
Freddie a 2016-os Eurovíziós Dalfesztivál magyarországi előválogatójának első sajtótájékoztatóján, Budapesten, az A38 Hajón

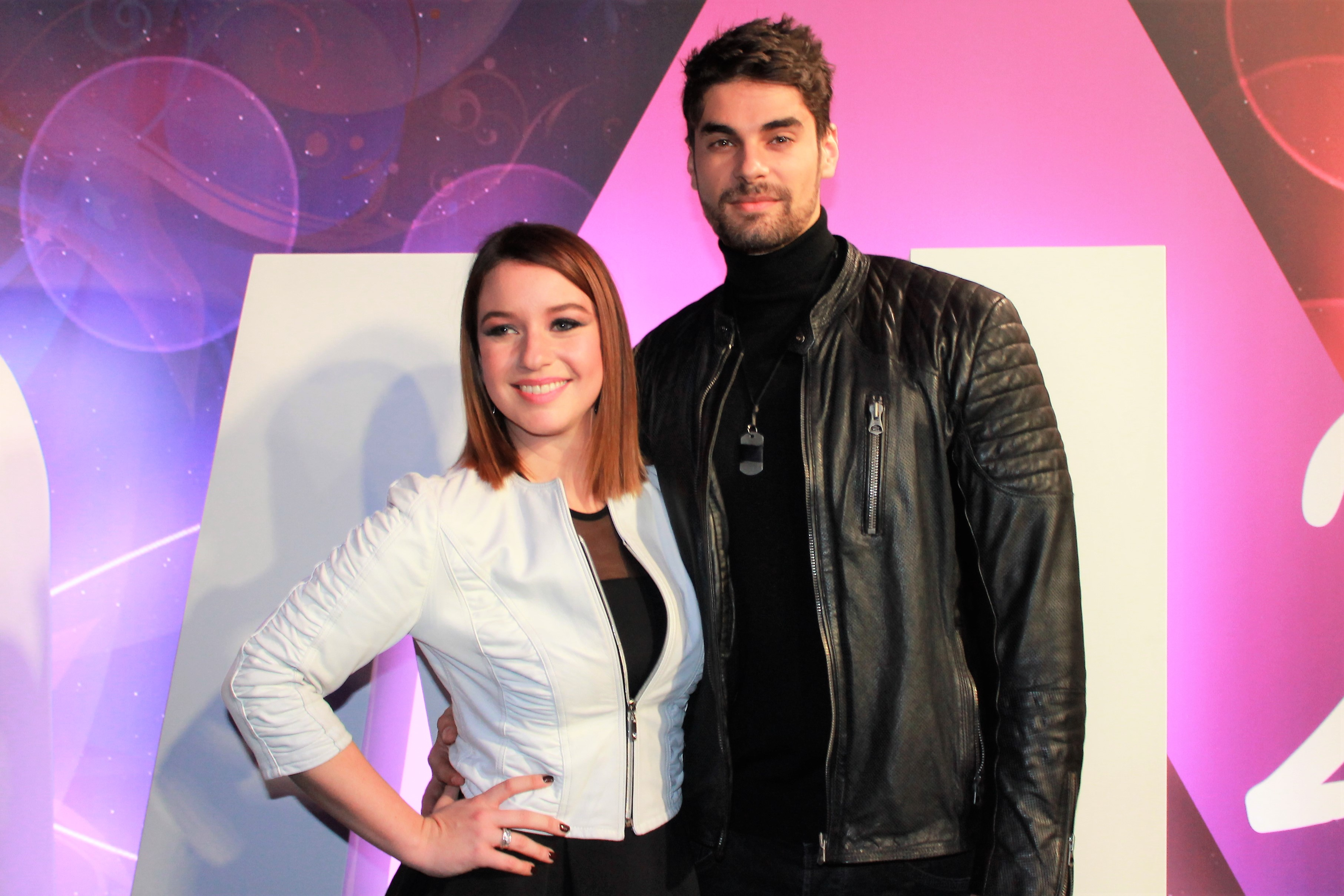
Rátonyi Krisztina és Freddie, a 2018-as Eurovíziós Dalfesztivál magyarországi előválogatójának műsorvezetői

Fehérvári Gábor Alfréd vagy Freddie (Győr, 1990. április 8. –) kétszeres Petőfi-díjas énekes, előadó, a Rising Star negyedik helyezettje, a 2016-os Eurovíziós Dalfesztivál magyarországi előválogatójának győztese, majd a show-műsor műsorvezetője 2018-ban és 2019-ben, valamint A Dal című tehetségkutató műsorvezetője 2020-ban és 2021-ben. Fehérvári Alfréd (1925–2007) labdarúgó unokája.

## Életpályája
Zenei karrierje előtt kereskedelmi főiskolára járt, amit el is végzett, majd irodai asszisztensként dolgozott Győrben. Már 2010-ben zenélt és voltak kisebb fellépései egyik barátjával, akinek a zenekarában rendszerint nemcsak énekelt, hanem gitározott is.
Fehérvári Gábor Alfréd először a TV2-n futó tehetségkutató műsorban, a Rising Starban tűnt fel. Először a legjobb tizenkettő, majd hat és ezután a legjobb négy közé is bejutott. A verseny döntőjében végül a negyedik helyen végzett. A tehetségkutató verseny előtt sosem vett részt ilyen jellegű műsorban és még énektanárhoz se járt.
A Rising Star után a Kállay-Saunders András által írt Mary Joe című első saját dala a Petőfi Rádió Top 30-as listáját többször is vezette, 2015 egyik hazai nyári slágerévé vált. 2015 őszén mutatta be az énekes – ezúttal már a Freddie művésznév alatt – új dalát: a bluesos hangzású Mary Joe után a magyar nyelvű Neked nem kellt.
2015. december 15-én bejelentették, hogy a Duna eurovíziós dalválasztó műsorába, A Dal 2016-ba bejutott a Pioneer című dala, melyet Szabó Zé és Csarnai Borbála szerzett neki. Először 2016. január 23-án, a nemzeti válogató első elődöntőjében lépett színpadra, ahol a zsűri és a nézők szavazatai alapján az első helyen végzett, és továbbjutott a középdöntőbe. A középdöntőben ismét sikerült győznie, majd a verseny döntőjében a zsűri pontozása alapján az első helyen bekerült a legjobb négy előadó közé, ahol a közönségszavazásnak köszönhetően megnyerte a nemzeti döntőt.
A 2016. május 10-én kezdődött 61. Eurovíziós Dalfesztiválon Freddie a szavazatok és a nemzetközi zsűrik pontjai alapján bekerült a május 14-én megrendezésre kerülő döntőbe, ahol ötödikként lépett színpadra, 108 pontot szerzett, és a 19. helyen végzett.
2017-ben ő lett az Eurovíziós Dalfesztivál magyarországi kommentátora Rátonyi Krisztinával, majd 2017. december 6-án bejelentették, hogy a Duna eurovíziós dalválasztó műsorának, A Dal 2018-nak ő lesz az egyik műsorvezetője Rátonyi Krisztina mellett.
2018-ban és 2019-ben ismét Rátonyi Krisztinával közösen látta el az Eurovíziós Dalfesztivál kommentátori feladatait. 2018. december 16-án megnyerte a Sztárban sztár hatodik évadát.
2019-ben a Duna eurovíziós dalválasztó műsorát, A Dal 2019-et vezette Dallos Bogi oldalán.
2019-ben jelölt lett a Playboy Man of The Year versenyében "előadóművész" kategóriában és meg is nyerte. 2020. augusztus 22-től a SzerencseSzombat című műsort vezeti, ahol Kovács Áron helyét vette át.
2020-ban Rókusfalvy Lilivel, míg 2021-ben Orsovai Renivel közösen vezette A Dal című tehetségkutató műsort a Dunán.
2024-ben megnyerte a Csináljuk a fesztivált! kilencedik évadát Charlie Nézz az ég felé című 1994-es dalával.

## Díjak, elismerések
- InStyle Style Award – Fiatal tehetség (2016)
- Petőfi Zenei Díj – Az év felfedezettje (2016)
- VIVA Comet – A legjobb dal (2016)
- Instyle Style Award – Legstílusosabb férfi (2017)
- Playboy man of the year – Az év előadóművésze (2019)
- Petőfi Zenei Díj – Az év férfi előadója (2024)

## Diszkográfia

### Stúdióalbumok
| Év   | Album                                                    | Legmagasabb helyezés                   | Minősítés |
| Év   | Album                                                    | MAHASZ Top 40 album- és válogatáslemez | Minősítés |
| ---- | -------------------------------------------------------- | -------------------------------------- | --------- |
| 2016 | Pioneers 1. stúdióalbum - Megjelenés: 2016. november 16. | 29                                     |           |

### Kislemezek
| Év   | Dal                  | Legmagasabb helyezés | Legmagasabb helyezés | Legmagasabb helyezés | Legmagasabb helyezés | Legmagasabb helyezés  | Legmagasabb helyezés | Album    |
| Év   | Dal                  | Mahasz               | Mahasz               | Mahasz               | Mahasz               | Mahasz                | Mahasz               | Album    |
| Év   | Dal                  | Rádiós Top 40        | Editors' Choice      | Magyar Rádiós Top 40 | Dance Top 40         | Single (track) Top 40 | Stream Top 40        | Album    |
| ---- | -------------------- | -------------------- | -------------------- | -------------------- | -------------------- | --------------------- | -------------------- | -------- |
| 2015 | Mary Joe             | 2                    | 10                   | -                    | -                    | 11                    | -                    | Pioneers |
| 2015 | Neked nem kell       | -                    | -                    | -                    | -                    | -                     | -                    | Pioneers |
| 2015 | Pioneer              | 9                    | 13                   | -                    | -                    | 1                     | 26                   | Pioneers |
| 2016 | Na jó, Hello         | -                    | -                    | 38                   | -                    | -                     | -                    | Pioneers |
| 2017 | Ez a vihar           | 9                    | -                    | 12                   | -                    | -                     | -                    | Pioneers |
| 2017 | Csodák               | 2                    | 9                    | 1                    | -                    | 25                    | -                    | Pioneers |
| 2017 | Nincsen holnap       | 30                   | -                    | 37                   | -                    | -                     | -                    |          |
| 2018 | Otthon Bárhol        | 35                   | -                    | -                    | -                    | -                     | -                    |          |
| 2018 | Már nem számít       | 32                   | -                    | -                    | -                    | -                     | -                    |          |
| 2018 | Csakazértis szerelem | -                    | -                    | 25                   | -                    | -                     | -                    |          |
| 2019 | Napló                | 27                   | 33                   | 8                    | -                    | -                     | -                    |          |
| 2020 | Fúj minket a szél    | -                    | -                    | -                    | -                    | -                     | -                    |          |
| 2020 | Mindig itt maradsz   | 27                   | -                    | 25                   | -                    | -                     | -                    | -        |
| 2020 | Ezt akartad          | -                    | -                    | -                    | -                    | -                     | -                    |          |
| 2021 | Sebtapasz            | -                    | -                    | -                    | -                    | -                     | -                    | -        |
| 2022 | Túlerő               | -                    | -                    | -                    | -                    | -                     | -                    | Szabadon |
| 2023 | Örökké zenél         | -                    | -                    | -                    | -                    | -                     | -                    | Szabadon |
| 2023 | Velem a világ        | -                    | -                    | -                    | -                    | -                     | -                    | Szabadon |

## Portré
- Kontúr – Fehérvári Gábor Alfréd (2024)